# Alexandre Clavel
Alexandru Clavel (n. 1875, Iași - d. 1916, București) a fost un arhitect român de origine franceză. Autor al mai multor proiecte pentru reședințe și edificii publice la începutul secolului XX, arhitectul Alexandru Clavel s-a remarcat prin interpretările originale pe care le-a oferit arhitecturii vechi românești și artei tradiționale, fiind un reprezentant al stilului neoromânesc.  A colaborat cu arhitecți renumiți, ca Grigore Cerkez, alături de care a realizat, de pildă Casa  Dissescu din București. Tot în București a realizat planurile pentru Casa Storck (1912-1913), azi Muzeul de Artă „Frederic Storck și Cecilia Cuțescu-Storck”.  După construcția casei pentru Gabriel Popescu, Clavel a coordonat în anul imediat următor, 1906, ridicarea Palatului Poștelor din Târgoviște, realizare de mare finețe, recunoscută drept cea mai strălucită dintre toate palatele poștelor proiectate tot de el (s-ar părea în calitate de arhitect sef al Poștei Centrale din București). Tot la Târgoviște și-a pus amprenta asupra casei avocatului  Porojan, fratele gravorului Gabriel Popescu.

## Rădăcini
S-a născut la Iași, în noiembrie 1875, fiu al lui August Richard Clavel și al Janei Jaques Marie, născută Meves. Tatăl lui era original din Tarn Orban, Franța. Din informațiile culese de la scriitorul Rudolf Suțu, ar fi venit în țară cu un grup de scriitori și literați, printre care și poetul francez Guillaume Apollinaire. Rămânând pentru un timp în România a fost profesor de limba și literatura franceză la Institutele Unite din Iași. Prin anul 1883, părinții părăsesc Moldova, se stabilesc la București și tatăl său e numit la Liceul Vasile Alecsandri unde rămâne până în 1891 când se reîntoarce în țară.

## Începuturi. Primele studii de arhitectură și principalele realizări
Încă de tânăr Alexandru Clavel a fost atras de frumusețea artei românești, având o predilecție nativă pentru armonia formelor, culorilor, cusăturilor populare, crestăturilor în lemn, cu o vădită înclinație pentru arhitectură. 
Astfel la o vârstă destul de fragedă, se desparte de părinții săi hotărât să rămână în țară spre a studia arhitectura, colindând diferite regiuni și schițând caracteristicile stilului pe la diverse cule și palate vechi. În acest timp lucrează mai întâi ca desenator la Serviciul Tehnic al Primăriei București și un timp mai scurt la Eforia Spitalelor Civile. Fiind cunoscut de arhitectul Paul Louis Albert Galeron, acesta l-a luat în birourile sale fiind foarte apreciat pentru finețea și precizia desenului său. Aici și-a format primele studii de arhitectură, unde l-a cunoscut și pe arhitectul Ion Mincu. 
Prin anii 1906-1909 s-a bucurat de concursul material al unui binevoitor care i-a fixat o bursă trimițându-l la München pentru studii. Aici rămâne numai până în 1909 din cauza morții neașteptate a binevoitorului său.
Reîntors în țară a lucrat mult timp în birourile arhitectului André Lecomte du Noüy. Aici îl cunoaște ministrul Vasile Morțun care apreciindu-l în mod deosebit îi acordă conducerea Serviciului de Arhitectură de la Poștă. În această alitate a executat mai multe clădiri de poștă din țară dar o mare parte din ele au dispărut. Numai în orașul Roman a mai rezistat până astăzi clădirea Palatului Poștal.
A mai colaborat cu sculptorii Dimitrie Paciurea și Oscar Späthe de asemenea cu sculptorul Frederic Storck, al cărui muzeu se găsește în București și este clădit după proiectele lui Clavel, în special mobilierul și construcția interioară fiind operă de artă desăvârșită. A mai colaborat și cu pictorul și gravorul Gabriel Popescu căruia i-a executat locuința după proiectele sale. A executat foarte puține proiecte personale și mai toate în colaborare cu arhitecții titrați el neavând diploma, nu avea drept să semneze proiectul. De aceea, a fost nevoit să suporte multe din impulsiunile colaboratorilor, pentru care mai mereu i se umplea sufletul de amărăciune.
În orașul Iași nu are nici o construcție construită după planurile sale, în schimb în București a colaborat cu arhitectul Grigore Cerchez la mai multe construcții.Se poate mențional Palatul Institutului de Arhitectură, Casa Dissescu de pe strada G. Manu colț cu calea Victoriei. Prin 1905 a participat la concursul Palatului Municipal București dar care i-a adus o puternică lovitură morală; arhitectul Ion Mincu - președintele comisiunii și care văzând proiectele le-a apreciat foarte favorabil, a fost lovit de paralizie atunci în preziua concursului. Astfel lucrările au fost adjudecate altor arhitecți care au folosit influențe politice. Clavel s-a ales numai cu amărăciune și mari datorii de bani. Demoralizat și bolnav moare în toamna anului 1916, de ftizie în Spitalul Pantelimon.
Fiind un mare temperament artistic, a luat parte activă la viața intelectuală și artistică bucureșteană de la începutul secolului al XIX-lea. Astfel între anii 1901-1916 a legat prietenii strânse cu cei mai de seamă artiști din acele vremuri. A fost un intim amic și susținător al pictorului Ștefan Luchian, care atunci era puțin considerat în societatea bucureșteană.
De asemenea a fost un bun amic cu sculptorul Dimitrie Paciurea cu care a executat mausoleul Olga Stolojan precum și al familiei Luigi Cazzavillan de la Cimitirul Belu. Între clădirile dispărute a executat proiectele Palatului Funcționarilor Publici din Piața Victoriei, clădire la care a colaborat și cu pictorul Ștefan Luchian cu un mozaic executat pe fațada principală. Ca mobilier a fost mult preocupat de stilul românesc, astfel a executat mai multe lucrări de interior, de menționat tâmpla Bisericii din Calafat.”

## Comentariu critic
În ciuda unei vieți foarte scurte, Alexandru Clavel  a lucrat, în perioada 1900-1916, la numeroase edificii. Decedat într-un sanatoriu din București, din cauza ftiziei de care suferea, chiar în anul intrării în Primul Război Mondial a Regatului României, Clavel este un exponent al stilului neoromânesc.
Chiar dacă este rareori menționat printre personalitățile marcante ale stilului, valoarea operelor sale nu poate fi pusă la îndoială. Lucrările realizate pe cont propriu de Clavel sunt destul de puține și cuprind, în special, filiale ale poștei în întreaga țară și case particulare. La toate clădirile de poștă sunt identificabile anumite elemente comune, cum ar fi fațadele din cărămidă aparentă, soclurile, capetele contraforților, brâiele și ancadramentele la uși și ferestre din piatră naturală sau mobilierul cu crestături, de inspirație populară. Dintre acestea, cea mai remarcată a fost, pe bună dreptate, Palatul Poștelor din Târgoviște. Acesta este o bijuterie a stilului neoromânesc, foarte bine păstrată la exterior. La interior, intervențiile au fost destul de reținute la schimbarea finisajelor, astfel că s-au menținut plafonul din lemn și tâmplăria originală, pardoselile, dar și holul publicului. Din păcate, felul în care acesta din urmă a fost vopsit lasă de dorit.
Majoritatea lucrărilor sale au fost realizate în stilul neoromânesc, ceea ce dovedește că nutrea o mare dragoste pentru arta medievală românească și pentru virtuțile de necontestat ale acesteia. Toate operele sale își extrag seva din arta noastră populară pe care a studiat-o cu mare minuțiozitate și cu mare pasiune.
Una dintre operele de referință ale arhitectului, este Casa Cuțescu-Storck, realizată în stilul artei 1900 Modern Style. Aceasta a avut privilegiul (sau norocul) să devină muzeu, începând cu anul 1910, astfel că interiorul a rămas, în totalitate, cel original. Casa a fost proiectată pentru doi artiști renumiți din acea perioadă: pictorița Cecilia Cuțescu-Storck, autoarea mai multor fresce (cea din Sala tronului din Palatul Regal sau cea din aula Academiei comerciale, clădire construită de Edmond Van Saanen Algy și Grigore Cerchez), și sculptorul Frederic Storck, autor al unor sculpturi expuse în spații publice de maximă importanță din Capitală (Universitatea, Facultatea de Medicină, ș.a.m.d.). De altfel, în grădina casei, în care se putea ajunge prin sufragerie și prin atelierul lui Storck, se află și astăzi o serie de sculpturi aparținând familiei acestuia.
Probabil că motivul pentru care Clavel nu a fost apreciat la adevărata lui valoare de către contemporanii săi, a fost acela că nu avea o diplomă de arhitect. Nu trebuie uitat faptul că în perioada sfârșitului secolului al XIX-lea și a începutului veacului următor, în România au lucrat o mulțime de arhitecți absolvenți ai Școlii de Arte Frumoase din Paris, care însă nu s-au ridicat la nivelul lui Clavel. (Mariana Croitoru, 2015)

## Proiecte realizate
Proiecte de arhitectură:
1. Clădiri publice:

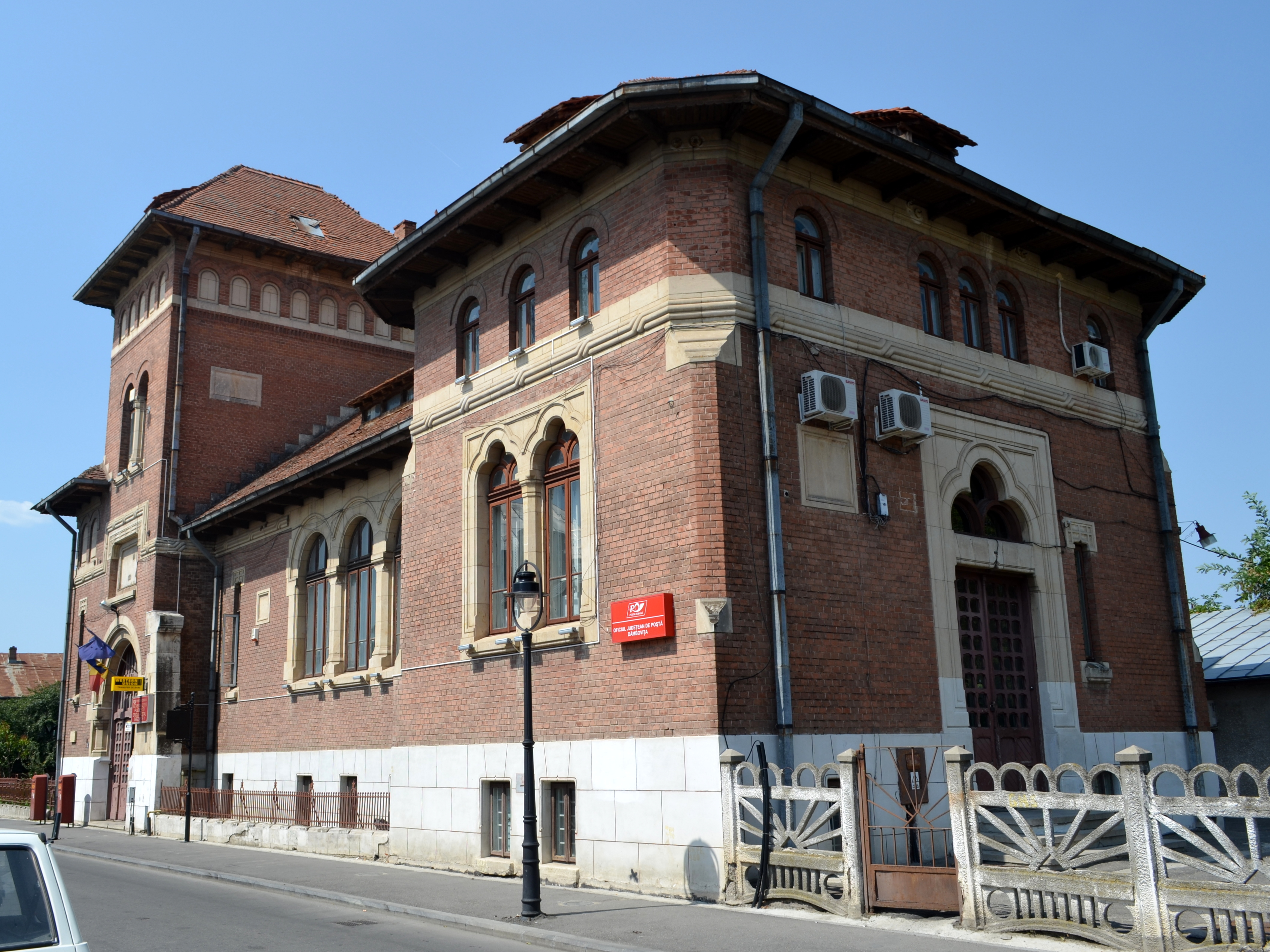
Poșta veche, Târgoviște

- 1900 - Palatul Funcționarilor Publici din Piața Victoriei, București, împreună cu arhitectul Nicolae Mihăescu (demolat în 1946);
- ? - 12 clădiri de poștă (Târgoviște - 1906, Curtea de Argeș, Craiova, Roman etc.);
- 1909-1912 - Palatul de Justiție din Focșani (în prezent, Tribunal), împreună cu arhitectul Constantin Băicoianu;
- 1910 - Școala primară românească, comuna Cața, Transilvania;
- 1912 - Școala Superioară de Arhitectură (fațade în colaborare cu Grigore Cerchez).

2. Reședințe private:

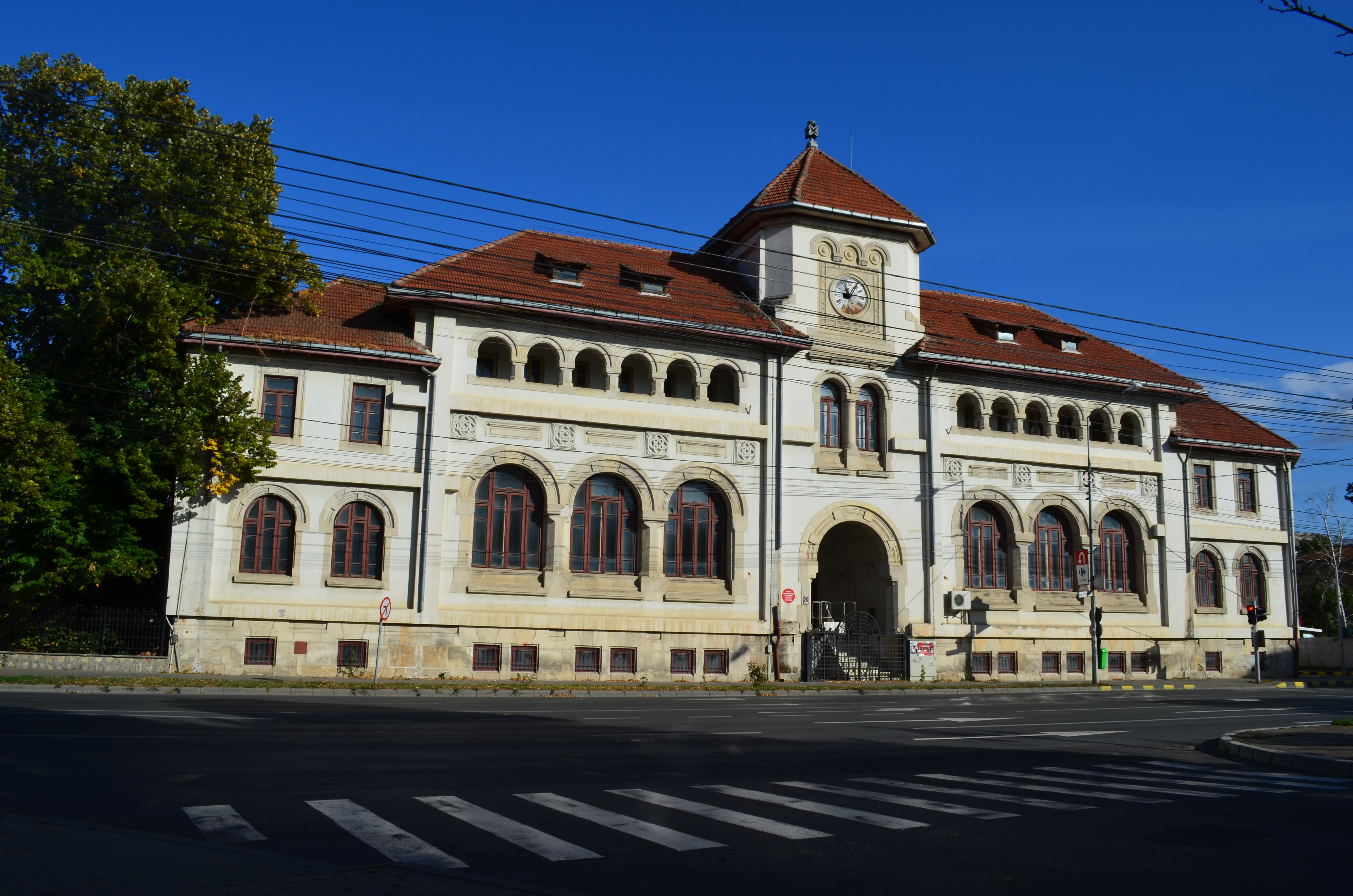
Tribunalul Judetean Vrancea, Focsani

- 1897 - Vila Matilda, str. Oțetari nr. 2, București (interioare pictate de Ștefan Luchian);

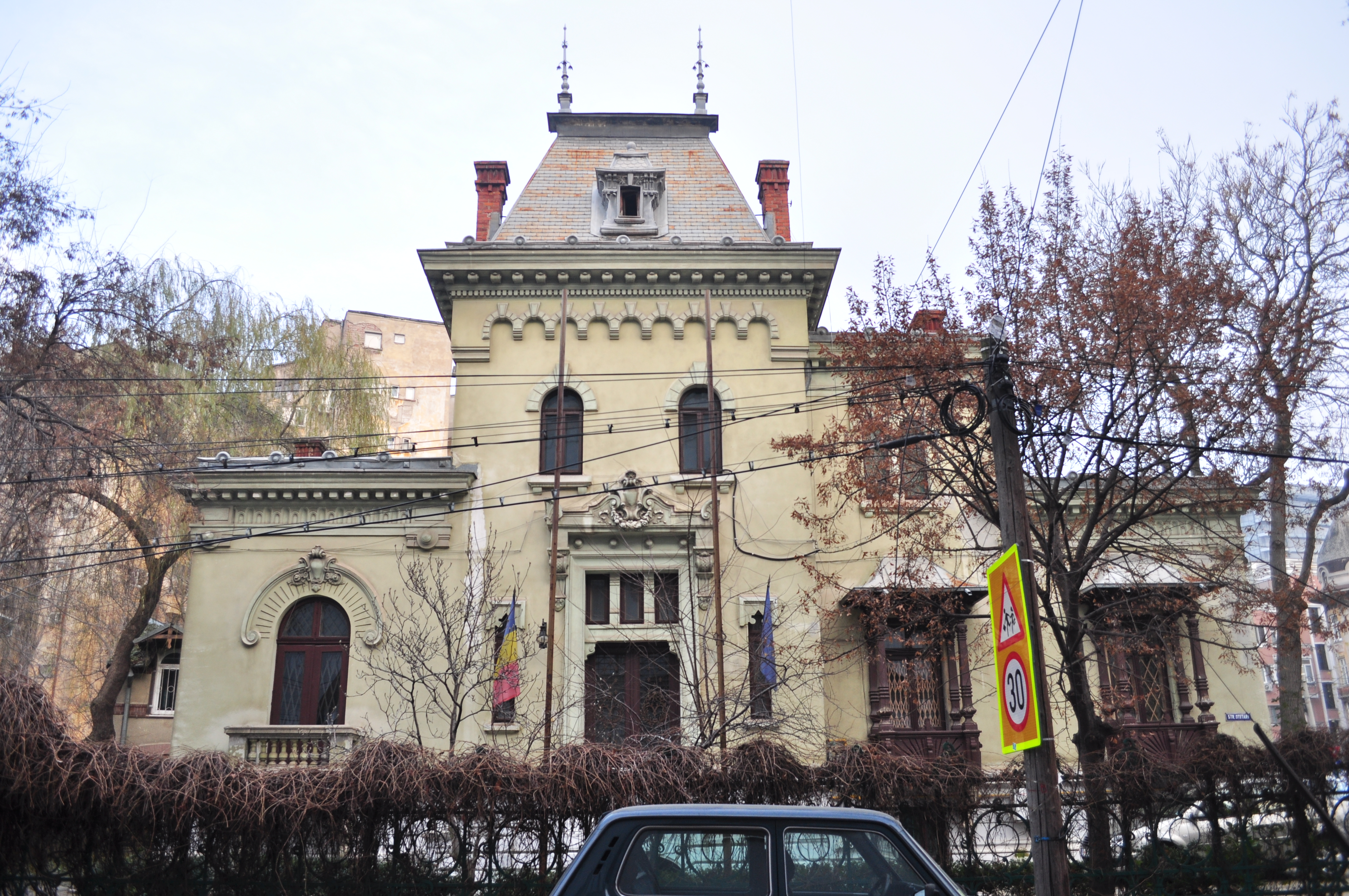
Bucharest - Vila Matilda

- 1905 - Casa „Gabriel Popescu” (primul gravor cu studii în domeniu), Vulcana-Pandele, jud. Dâmbovița;
- 1906-1911 - Casa avocatului Porojan, Târgoviște;
- 1912-1913 - Casa „Cuțescu-Storck”, București (cod LMI B-II-m-B-17947);

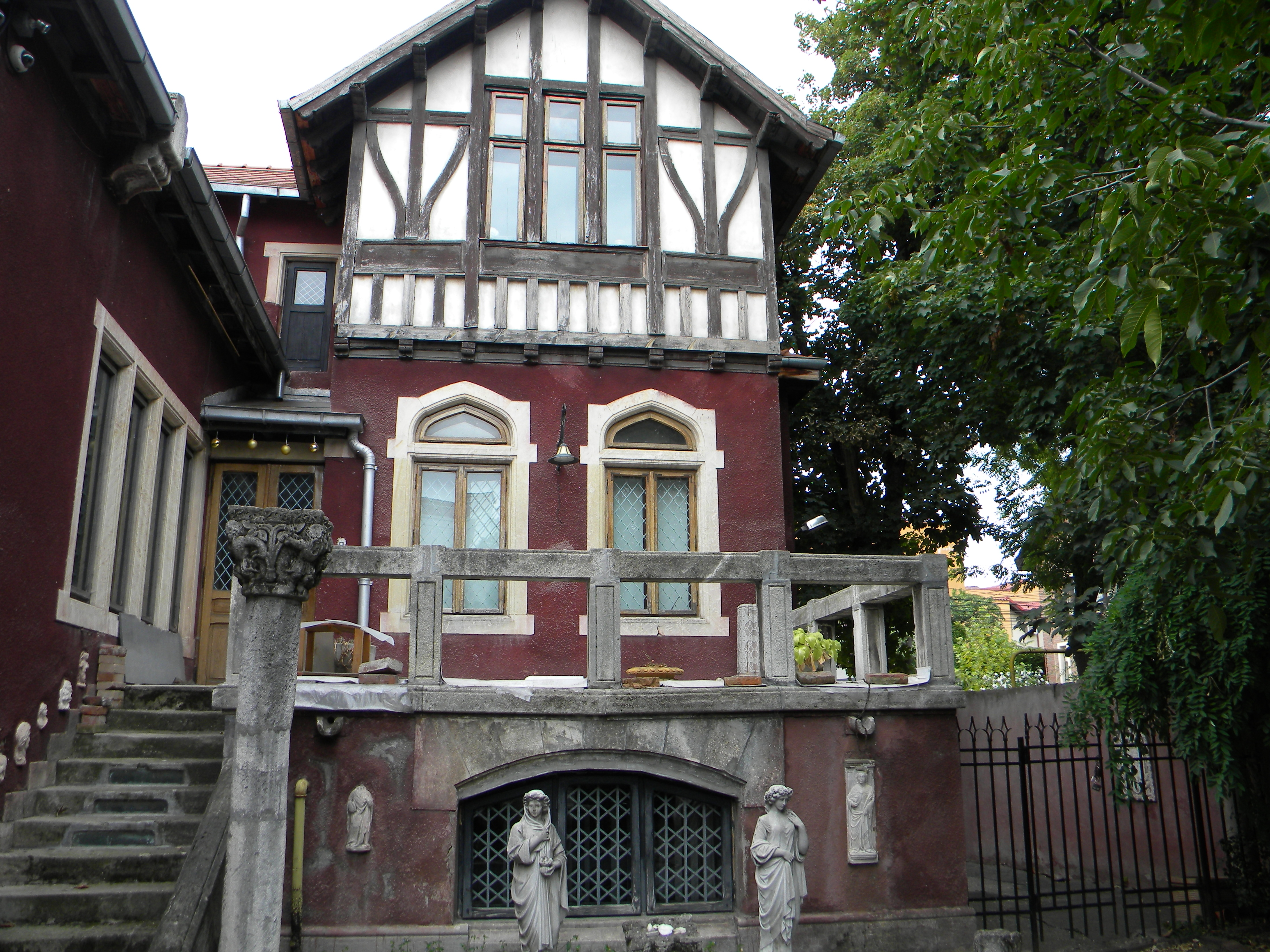
Bucuresti, Romania, Muzeul Frederick si Cecilia Cutescu Storck; Str. Vasile Alecsandri nr. 16; B-II-m-B-17947 (gradina 2)

- ? - Casele Dr. Marinescu, N. Săveanu, București.

3. Arhitectura religioasă:
- Cavouri la Cimitirul Bellu - Gheorghieff (împreună cu Ion Mincu), Cazzavilan și Stolojan.

Proiecte de restaurare:
- 1905-1906 - Conacul lui Alexandru Vlahuță, Dragosloveni (în prezent, Dumbrăveni), județul Vrancea;
- 1910-1912 - Clavel lucrează la restaurarea Casei Dissescu, efectuată, în acte, de Grigore Cerchez; conceptul, inspirat din vechile case boierești din perioada feudală, aparține însă aproape în totalitate arhitectului de origine franceză;
- 1911 - Colaborarea cu Pompilian i-a adus lui Clavel posibilitatea de a-și manifesta virtuozitatea odată cu restaurarea Hotelului Caraiman, pe care l-a transformat într-un veritabil hotel neoromânesc, mai ales prin prisma detaliilor executate cu o doză sporită de originalitate.

Proiecte de interior:
- 1900-1903 - Lucrează la biserica nouă a Mănăstirii Sinaia construită de George Mandrea și de Jean Pompilian, a realizat mobilierul, comparabil, ca valoare artistică, cu cel de la Constanța, al lui Mincu, sau cu cel de la Mănăstirea Argeș, al lui Lecomte de Noüy;
- 1910-1912 - La interiorul casei Dissescu se vede mâna lui Clavel; s-a ocupat de decorația în lemn a scării și de mobilierul casei; arhitectul a folosit aceleași plafoane de lemn folosite și la Palatul Poștelor din Târgoviște;

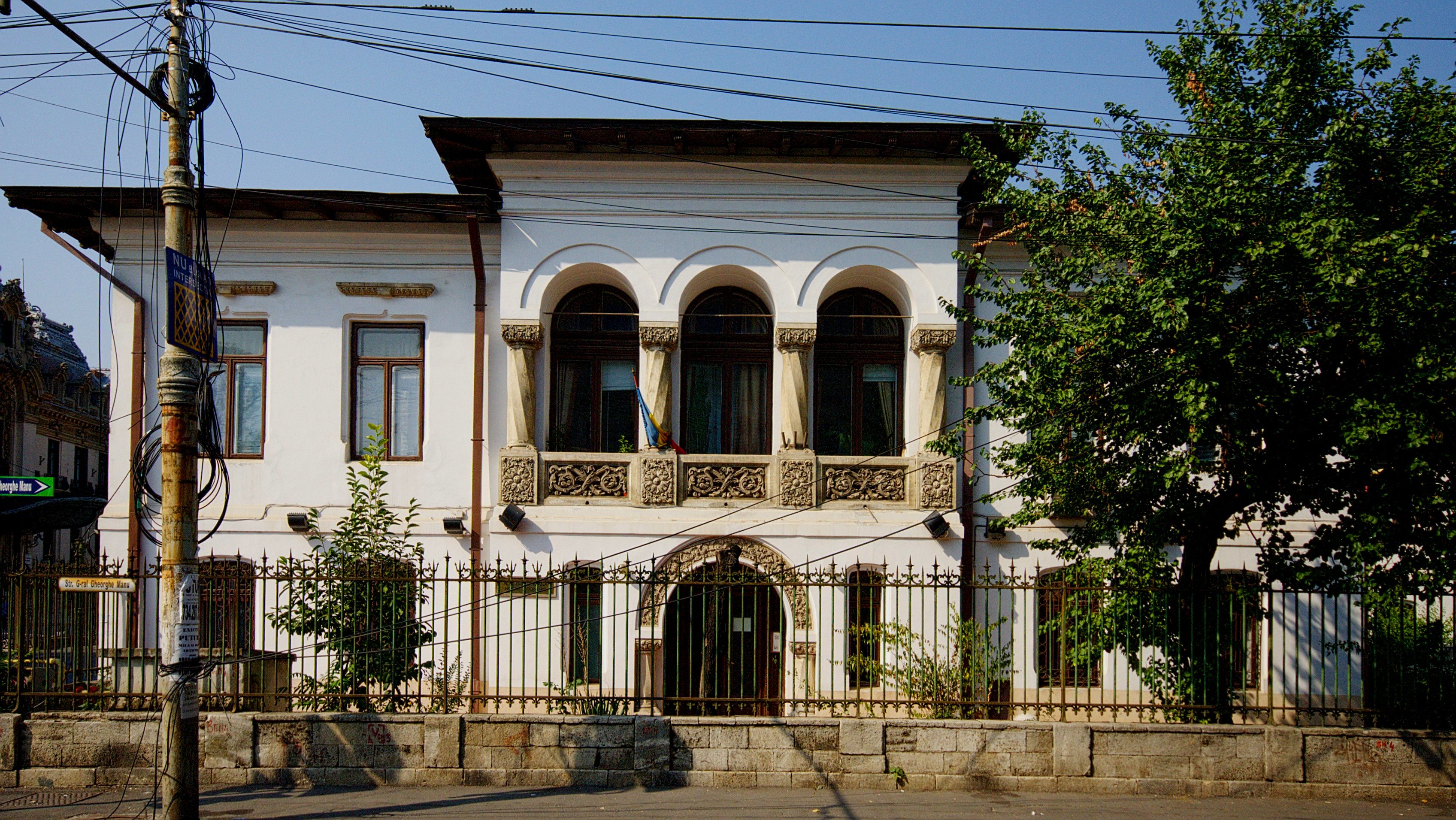
Casa Dissescu - str. Gheorghe Manu

- 1908-1910 - A realizat tâmpla catedralei din Calafat, o piesă cu totul originală, inspirată din sculptura populară, în care sunt utilizate crestăturile. Datorită unicității sale, tâmpla a fost expusă, pentru o perioadă, la Ateneul Român;
- 1909-1912 - La mobilierul Palatului de Justiție din Focșani este de remarcat perspectiva arhitectului decorator asupra artei populare și a virtuților acesteia.

Participări la concursuri:
- ? - Concursul pentru Palatul Funcționarilor Publici, împreună cu N. Mihăescu - locul I;
- ? - Concursul pentru Clădirea Senatului;
- 1907 - Concursul internațional pentru Palatul Bursei din București, împreună cu Giulio Magni.[3]